# Četereže
Četereže (em cirílico: Четереже) é uma vila da Sérvia localizada no município de Žabari, pertencente ao distrito de Braničevo, na região de Braničevo. A sua população era de 551 habitantes segundo o censo de 2002.

## Demografia
| 1948  | 1953  | 1961  | 1971  | 1981 | 1991 | 2002 | 2011 |
| ----- | ----- | ----- | ----- | ---- | ---- | ---- | ---- |
| 1 133 | 1 189 | 1 077 | 1 027 | 991  | 874  | 641  | 551  |